# Macropiratidae
De Macropiratidae zijn een familie van vlinders geplaatst in de superfamilie Pterophoroidea, soms beschouwd als onderfamilie van de vedermotten (Pterophoridae). De familie omvat met Agdistopis één geslacht.
Plaatsing van de Macropiratidae in de superfamilie Pterophoroidea volgt een indeling van Cees Gielis in 1993. Recent onderzoek ondersteunt die plaatsing niet, maar er is geen nieuwe plaatsing gepubliceerd.